# Liste der denkmalgeschützten Objekte in Záchlumí u Stříbra
Grundlage dieser Liste der denkmalgeschützten Objekte in Záchlumí u Stříbra ist die ÚSKP-Liste (Ústřední seznam kulturních památek České republiky, deutsch Zentrale Liste der Kulturdenkmäler der Tschechischen Republik), die von der tschechischen Denkmalschutzbehörde NPÚ (Národní památkový ústav, deutsch Nationale Denkmalbehörde) seit 1987 geführt wird und an die seit dem Jahr 1850 geschaffenen Listen anschließt.

## Denkmalgeschützte Objekte nach Ortsteilen

### Záchlumí u Stříbra
| Lage                | Objekt                               | Beschreibung                         | ÚSKP-Nr.                  | Bild           |
| ------------------- | ------------------------------------ | ------------------------------------ | ------------------------- | -------------- |
| Záchlumí (Standort) | Kirche Geburt der hl. Jungfrau Maria | Kirche Geburt der hl. Jungfrau Maria | 15083/4-1981 Info Katalog | weitere Bilder |